# Wiederkehr Village
Wiederkehr Village è un comune degli Stati Uniti d'America, situato in Arkansas, nella contea di Franklin.